# アレッサンドロ・プリッツァーリ
アレッサンドロ・プリッツァーリ（イタリア語: Alessandro Plizzari、2000年3月12日 - ）はイタリア、ロンバルディア州クレーマ出身のサッカー選手。セリエC・デルフィーノ・ペスカーラ1936所属。ポジションはゴールキーパー。

## 経歴
ACミランの下部組織出身で、2016-17シーズンにトップチームに加わった。ウディネーゼ戦で初めてベンチ入りし、史上初めてセリエAのベンチに入った2000年代生まれの選手となった。しかし、同シーズンは公式戦出場の機会はなかった。
2017年、17歳ながらFIFA U-20ワールドカップに招集された。アンドレア・ザッカーノが多くの試合でスターティングメンバーに選ばれたが、ウルグアイ代表との3位決定戦ではプリッツァーリがゴールを守った。ウルグアイ戦では90分間を無失点で終えた後、PK戦でも2本のシュートをストップしてイタリアの勝利に貢献した。
2017年夏の移籍市場にて、ジャンルイジ・ドンナルンマがACミランとの契約更新を拒否してレアル・マドリード移籍が噂された際には、ドンナルンマの後継者と目された。最終的にドンナルンマは契約延長し、プリッツァーリは出場機会のためテルナーナにレンタル移籍した。
2018-19シーズンはプリマヴェーラでの試合にのみ出場。2019年夏の移籍市場にてセリエB・ASリヴォルノへレンタル移籍した。
2020年夏の移籍市場にてセリエB・レッジーナへレンタル移籍した。
2021年夏の移籍市場にてACミランへ復帰も、膝の手術を受けた影響で2022年1月まで離脱が続いた。
2022年1月29日、冬の移籍市場にてセリエB・レッチェへレンタル移籍した。
2022年7月26日、夏の移籍市場にてACミランはプリツァーリがセリエC・デルフィーノ・ペスカーラ1936へ完全移籍した事を発表した。

## 個人成績
| クラブ            | シーズン | 背番号 | リーグ戦 | リーグ戦 | カップ戦 | カップ戦 | UEFA | UEFA | その他 | その他 | 通算 | 通算 |
| クラブ            | シーズン | 背番号 | 出場     | 得点     | 出場     | 得点     | 出場 | 得点 | 出場   | 得点   | 出場 | 得点 |
| ----------------- | -------- | ------ | -------- | -------- | -------- | -------- | ---- | ---- | ------ | ------ | ---- | ---- |
| ACミラン          | 2016-17  | 35     | 0        | 0        | 0        | 0        | –    | –    | –      | –      | 0    | 0    |
| テルナーナ (loan) | 2017-18  | 1      | 19       | 0        | 1        | 0        | –    | –    | –      | –      | 20   | 0    |
| リヴォルノ (loan) | 2019-20  | 35     | 21       | 0        | 0        | 0        | –    | –    | –      | –      | 21   | 0    |
| レッジーナ (loan) | 2020-21  | 12     | 10       | 0        | 0        | 0        | –    | –    | –      | –      | 10   | 0    |
| レッチェ (loan)   | 2021-22  | 22     | 3        | 0        | 0        | 0        | –    | –    | –      | –      | 3    | 0    |
| 通算              | 通算     | 通算   | 53       | 0        | 1        | 0        | 0    | 0    | 0      | 0      | 54   | 0    |

## 代表歴

### 出場大会
- U-17イタリア代表
  - 2016年 - UEFA U-17欧州選手権

- U-20イタリア代表
  - 2017年 - FIFA U-20ワールドカップ

- U-19イタリア代表
  - 2018年 - UEFA U-19欧州選手権

## タイトル
ACミラン
- スーペルコッパ・イタリアーナ 2016